# Methylocella palustris
Methylocella palustris ist ein Bakterium. Es kann Moleküle, die nur ein einziges C-Atomen aufweisen, wie z. B. Methan und Methanol zur Energiegewinnung nutzen. Man spricht hierbei von methanotrophen Bakterien. Methylocella palustris zählt zu den ersten Methanotrophen, bei denen die Fähigkeit nachgewiesen wurde, auch andere Kohlenstoffe als C1-Verbindungen im Stoffwechsel zu nutzen (fakultativ methanotroph). Methanotrophe Bakterien spielen eine wichtige Rolle beim Methankreislauf der Erde und sind von biotechnologischen Interesse.

## Merkmale
Die Zellen von Methylocella palustris haben die Form gerader oder leicht gekrümmter Stäbchen. Die Zellgröße liegt im Bereich von 0,6–1,0 μm in Breite und 1,0–2,5 μm in Länge. Das Bakterium bildet Exosporen. An beiden Zellenden (Polen) befindet sich jeweils ein Granulat von Poly-β-Hydroxybuttersäure. Es werden Kapseln gebildet. Die Zellen Methylocella von enthalten ein vesikuläres Membransystem, das aus kleinen kugelförmigen, eiförmigen oder röhrenförmigen Bläschen besteht. Der Durchmesser liegt zwischen 40 und 100 nm. Sie werden durch Einstülpungen der Cytoplasmamembran gebildet. Diese Vesikel sind von dreischichtigen Membranen umgeben. Ketten dieser Bläschen befinden sich in der Regel an der Peripherie der Zellen.

## Stoffwechsel und Wachstum
Methylocella palustris zeigt bestes Wachstum bei einer Temperatur von 20 °C und pH-Werten zwischen 5,0 und 5,5. Es toleriert Salzwerte (NaCl) von 0,5 %.
Methylocella palustris nutzt Moleküle mit nur einem C-Atom, wie z. B. Methan und Methanol, durch Oxidation zur Energiegewinnung und Zellbildung. Solche Bakterien werden als methanotroph bezeichnet. M. palustris nutzt hierbei den Serinweg, um aus der Kohlenstoffverbindung Acetyl-CoA zu bilden. Das Acetyl-CoA wird dann zur weiteren Bildung von z. B. Kohlenhydraten genutzt. Das Bakterium und die verwandten Arten Methylocella silvestris und M. tundrae können zusätzlich noch Verbindungen mit mehreren Kohlenstoffatomen nutzen. Nachgewiesen wurden Acetat, Pyruvat, Succinat, Malat und Alkohol. Je nach Umweltbedingungen können diese Arten zwischen diesen zwei Stoffwechselwegen wechseln. Man spricht hierbei von fakultativ methanotrophen Bakterien. Die fakultative Form war lange Zeit umstritten, Methylocella palustris zählt zu den ersten Bakterien, wo dieser Stoffwechselweg nachgewiesen wurde. Andere fakultativ methanotrophe Arten sind z. B. Methylocapsa aurea sowie Methylocystis Stamm H2s und Methylocystis Stamm SB2 zu finden.
Methylocella-Arten unterscheiden sich morphologisch und genetisch von obligaten methanotrophen Bakterien. Das genutzte Enzym Methanomonooxygenase kommt bei Methylocella frei im Plasma der Zelle vor. Bei den obligat methanotrophen Bakterien, die ausschließlich Verbindungen mit nur einen C-Atom nutzen, ist das Enzym in der Membran fixiert.

## Systematik
Methylocella palustris zählt zu der Familie der Beijerinckiaceae. Hier sind obligat methanotrophe, fakultativ methanotrophe sowie fakultativ methylotrophe Bakterien vorhanden. Auch chemoorganotrophe Arten, die keine 1-C-Verbindungen nutzen können, sind in dieser Familie anzutreffen. Der Unterschied in der 16S-rRNA-Gen-Sequenz liegt bei höchstens 3,8 %. Keine andere methanotrophe Bakterien haben so evolutionär enge Verwandte, die nicht methanotroph sind. Zu den nah verwandten, nichtmethanotrophen Bakterien zählt z. B. Beijerinckia indica. Andere beschriebene methanotrophe und methylotrophe Bakterien sind hauptsächlich unter den Alpha-, Beta- und Gammaproteobakterien zu finden. Auch in den der Gruppe der Actinobacteria sind Vertreter vorhanden. Überraschend war die Beschreibung von methylotrophen Bakterien in der Gruppe der Verrucomicrobia. Es handelt sich um thermophile („wärmeliebende“) und acidophile („säureliebende“) Bakterien.
Methylocella palustris wurde im Jahr 2000 von Svetlana N. Dedysh und Mitarbeitern beschrieben. Die Gattung Methylocella enthält außerdem noch die Arten M. silvestris und M. tundrae.

## Ökologie

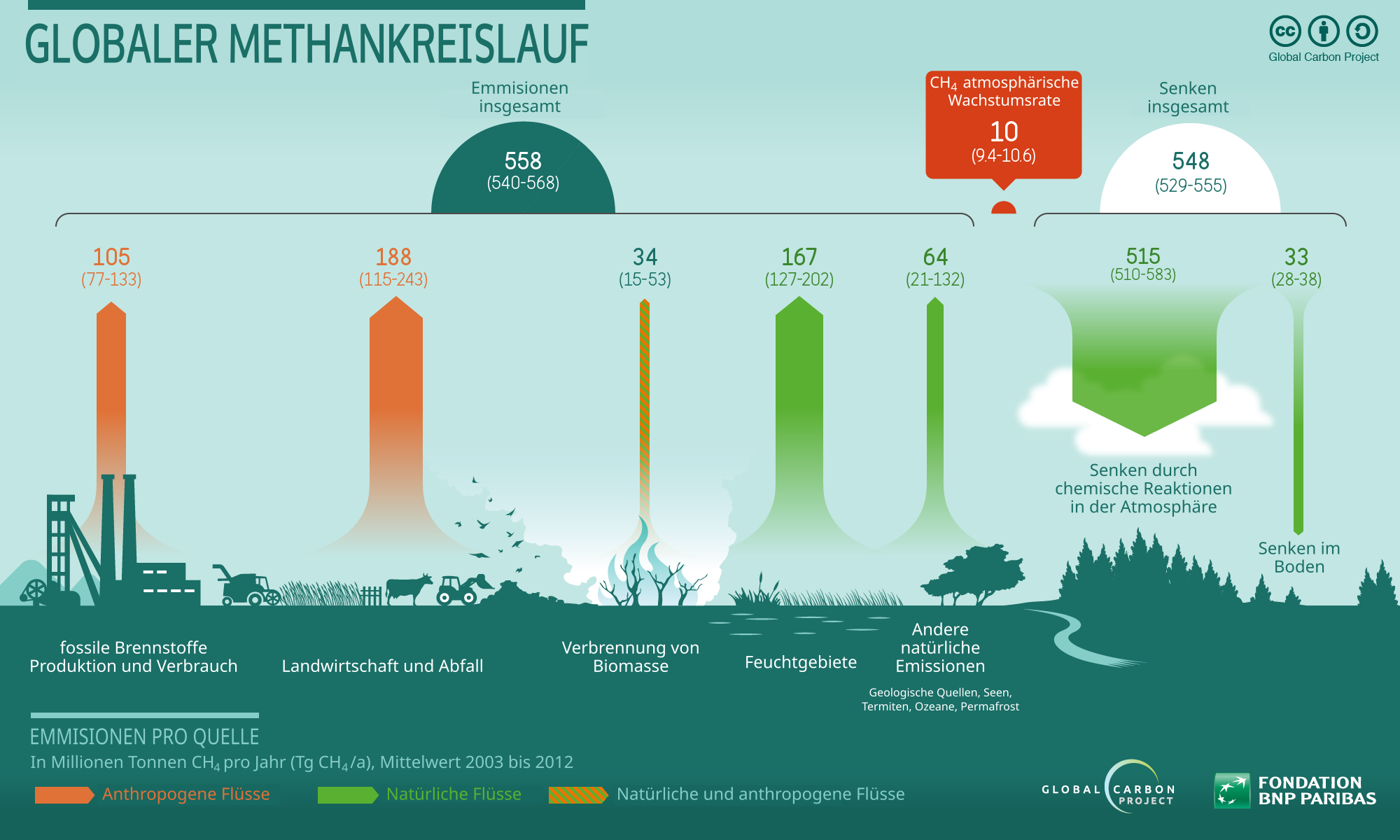
Globaler Methankreislauf (2016), Global Carbon Project

Metyhlocella palustris kann Methan nutzen, um Zellmaterial aufzubauen und Energie zu gewinnen. Somit fixiert das Bakterium Methan und bildet daraus andere chemische Verbindungen. Bakterien mit dieser Fähigkeit sind wichtig für den globalen Methankreislauf. Methan und Methanol tragen zu dem Treibhauseffekt und somit zu der globalen Erwärmung bei.
Die ersten Methylocella-Isolate wurden aus sauren Torfmooren in Westsibirien und im europäischen Nordrussland gewonnen. Metyhlocella palustris wird somit als acidophil (säureliebend) angesehen, auch da es im Labor bestes Wachstum bei pH-Werten von 5,0-5,5 zeigt. Auch die beiden verwandten Arten M. silvestris und M. tundrae sind als eher acidophil anzusehen. Die erstgenannte Art zeigt bestes Wachstum bei pH-Werten von 5,5 und M. tundrae bei 6,0. Metyhlocella wurde dementsprechend auch ursprünglich aus sauren Boden isoliert. Bei weiteren Untersuchungen von Proben aus verschiedenen Standorten wurden methylocella-verwandte 16S-rRNA allerdings auch in neutralen und sogar alkalischen Umgebungen gefunden. Diese Ergebnisse deuten darauf hin, dass Methylocella nicht auf saure pH-Werte in der Natur beschränkt ist.